# Гарань, Алексей Васильевич
Алексей Васильевич Гарань (укр. Олексій Васильович Гарань; род. 17 июня 1959, Киев) — украинский политолог, научный директор Фонда «Демократические инициативы» имени Илька Кучерива. Доктор исторических наук, профессор кафедры политологии НаУКМА, исследователь истории Украины XX—XXI вв., в особенности, общих проблем отношений в треугольнике ЕС — Украина — Россия, влияния внутренних факторов на отношения между Украиною и ЕС, сравнительной политологии Украины и европейских стран (выборы, партии, отношения ветвей власти).

## Биография
Окончил в 1981 году Киевский университет по специальности «международные отношения».
С 1981 по 1984 годы находился в аспирантуре КГУ. Кандидатская диссертация «Американо-французские отношения в связи с курсом Франции на разрядку». В 1985—1991 годах — научный сотрудник отдела зарубежной историографии в Институте истории НАН Украины. В 1991—1992 годах декан-организатор факультета общественных наук Национального университета «Киево-Могилянская академия» (НаУКМА), в 1993—1994 годах первый заведующий кафедрой политологии НаУКМА. В 1996—1997 годах участвовал в создании газеты «День». Докторская диссертация была посвящена теме «Становление и деятельность политической оппозиции в Украине в 1989—1991 гг.» (1996). С 1998 года — профессор кафедры политологии Национального университета «Киево-Могилянская академия».
Член Общественного совета экспертов по внутриполитическим вопросам (с 2000 года); директор Центра исследований национальной безопасности. В 2002 году основал Школу политической аналитики при НаУКМА, был первым её научным директором. В 2005—2006 годах — региональный вице-президент Фонда «Евразия» по Украине, Беларуси и Молдове. С 2015 года — научный директор Фонда «Демократические инициативы» имени Илька Кучерива.

## Профессиональная деятельность
Автор книг «Ukraine in Europe: Questions and Answers» (2009), «Убить дракона: Из истории Руха и новых партий Украины» (1993); «Трансатлантические дебаты: поворот Западной Европы к разрядке и позиция США» (1990). Редактор сборника «Украина многопартийная» (1991), соредактор книг «Становление властных структур в Украине» (1997), «Украинские левые: между ленинизмом и социал-демократией» (2000), «Политические и экономические преобразования в России и Украине» (2003). В течение четырёх лет подряд редактировал доклад об Украине в ежегоднике Nations in Transit, который издаётся Freedom House и освещает проблемы гражданского общества, СМИ, взаимодействия трёх ветвей власти в 27 посткоммунистических странах.
Неоднократно выступал с лекциями за рубежом (Гарвардский университет, Колумбийский университет, университет Беркли, Стэнфордский университет, Фонд Карнеги за международную безопасность, РЭНД, Институт Брукингса, Школа славянских и восточноевропейских исследований / Лондон / и др.). Аналитические доклады Алексея Гараня издавались в Школе государственного управления им. Кеннеди (Гарвард), Центре стратегических и международных исследований (Вашингтон), Федеральном институте восточноевропейских исследований (Кёльн) и др.. Комментировал для «The New York Times», «The Financial Times», «The Economist», «Gazeta Wyborcza», «The Baltimore Sun».

## Награды
- Медаль Британской империи[англ.] (2023)[2]